# Ariconias
Ariconias is een geslacht van vlinders uit de familie van de prachtvlinders (Riodinidae), onderfamilie Riodininae.
Ariconias werd in 2002 voor het eerst wetenschappelijk beschreven door Hall & Harvey.

## Soorten
Ariconias omvat de volgende soorten:
- Ariconias albinus (Felder, C & R. Felder, 1861)
- Ariconias glaphyra (Westwood, 1851)